# Joe Gans
Joe Gans est un boxeur américain né le 25 novembre 1874 à Baltimore, Maryland, et mort le 10 août 1910.

## Carrière
Il devient champion du monde des poids légers le 12 mai 1902 en mettant KO au 1er round le suisse Frank Erne. Gans défend 14 fois son titre avant de s'incliner par KO à la 17e reprise contre Battling Nelson le 4 juillet 1908.

## Distinction
- Joe Gans est membre de l'International Boxing Hall of Fame depuis 1990[1].

## Référence
1. ↑  (en) Biographie de Joe Gans sur le site de l'International Boxing Hall Of Fame (ibhof.com)